# Задроздне
Задроздне — (біл. вёска Задроздье), село (веска) в складі Логойського району розташоване в Мінській області Білорусі, підпорядковане Крайській сільській раді.
Село Задроздне розташоване в центральних районах Білорусі, у північній частині Мінської області - орієнтовне розташування [Архівовано 11 червня 2020 у Wayback Machine.].

## Відомі люди
- Пташников Іван Миколайович — білоруський письменник.